# Punta Bagnà
La Punta Bagnà (Cime du Grand Vallon in francese) è una montagna delle Alpi Cozie (Gruppo della Pierre Menue) alta 3129 m s.l.m. e situata lungo la linea di confine tra l'Italia e la Francia. Non va confusa con la più modesta Punta Bagna, collocata completamente in territorio francese.

## Toponimo

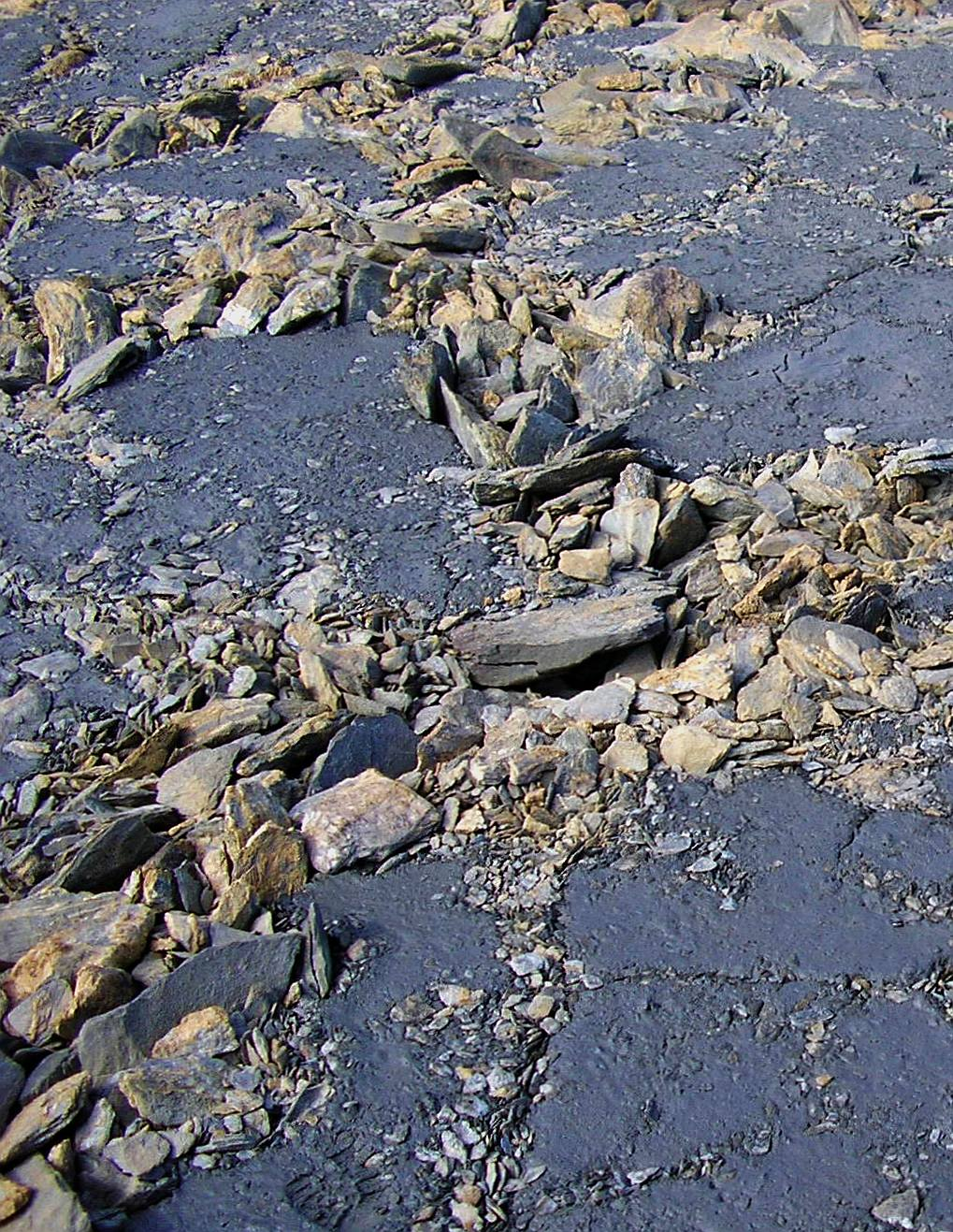
Il terreno nerastro presso la cima

La denominazione della montagna ha subito nel tempo alcune variazioni. Il toponimo Cime du Grand Vallon, tuttora in uso sulle carte francesi, veniva all'inizio dell'Ottocento utilizzato anche sulla cartografia ufficiale dello Stato Maggiore Sardo ed era giustificato dal fatto che la cima rappresentasse il punto culminante del Gran Vallon, tributario del Ruisseau du Charmaix (situato a nord-ovest della stessa). Più tardi l'IGM denominò Cima del Vallone la vetta più alta del sottogruppo Cresta Gran Vallone-Punta del Fréjus (3171 m), rinominando la quota 3129 Punta Bagnà. Tale toponimo è stato in seguito ripreso anche dalla Carta Tecnica della Regione Piemonte e dalla cartografia escursionistica IGC (Istituto Geografico Centrale).
Il toponimo Bagnà (in Piemontese bagnato/a) si riferisce probabilmente all'aspetto del fine detrito nerastro presente alla sommità della montagna.

## Descrizione
La montagna sorge sullo spartiacque Dora-Arc ed è separata dalla Cima del Vallone (a sud-est, 3171 m) da un colletto quotato 3045 m s.l.m.; a sud-ovest invece, dopo un tratto di cresta piuttosto aspro denominato Côte Traversière (3028 m), si incontrano una depressione a quota 2896 e quindi la Punta del Fréjus. Il versante nord-ovest si presenta detritico e non troppo inclinato; anche il versante nord-est e quello italiano sono di natura principalmente detritica, ma sono ripidi e dirupati. Dalla Punta Bagnà si stacca in direzione nord un'importante dorsale che, tramite il Passage du Vallon (2982 m) e il Col des Sables (2902 m), la collega con la Belle Plinier (3086 m). Tale cresta divide i bacini di due affluenti di destra dell'Arc, il Ruisseau du Nant (ad est) e il Ruisseau du Charmaix (a ovest). Il versante italiano fa parte invece del Vallone del Frejus, dove scorre uno dei torrenti che attraversano Bardonecchia e che concorrono a formare, appena fuori del paese, la Dora di Bardonecchia.
Amministrativamente la montagna ricade nei comuni di Bardonecchia (IT), Avrieux (FR) e Modane (FR).,
Sulla cima è collocato il punto geodetico trigonometrico dell'IGM denominato Punta Bagnà (cod. 054005).

## Accesso alla vetta
La via di salita usuale è quella dal Colle del Fréjus scavalca la punta omonima e raggiunge la vetta evitando sul lato francese le principali asperità della Côte Traversière. La difficoltà escursionistica dell'itinerario viene valutata in EE.
Anche le creste che collegano la Punta Bagnà con la Cima del Gran Vallone e la Belle Plinier presentano asperità rocciose, contornabili da chi voglia ridurre la difficoltà alpinistica della salita.

## Cartografia
- Cartografia ufficiale italiana dell'Istituto Geografico Militare (IGM) in scala 1:25.000 e 1:100.000, consultabile on line
- Cartografia ufficiale francese dell'Institut géographique national (IGN), consultabile online
- Istituto Geografico Centrale - Carta dei sentieri e dei rifugi scala 1:50.000 n. 1 Valli di Susa Chisone e Germanasca e 1:25.000 n. 104 Bardonecchia Monte Thabor Sauze d'Oulx